# Max Tegmark

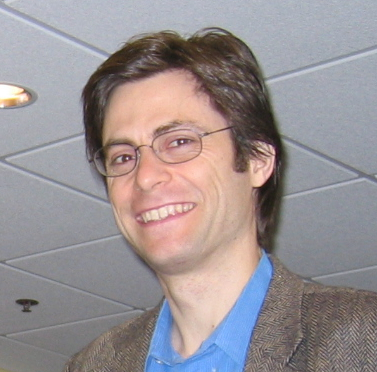
Max Tegmark (2006)

Max Erik Tegmark (* 5. Mai 1967 in Stockholm) ist ein schwedisch-US-amerikanischer Kosmologe und Wissenschaftsphilosoph.

## Leben
Max Tegmark ist der Sohn der Schwedin Karin Tegmark und von Harold Shapiro, früher Mathematikprofessor an der Königlich Technischen Hochschule (KTH) in Stockholm. Er studierte an der KTH mit Abschlüssen in Wirtschaft 1989 und Physik 1990 und an der University of California, Berkeley, an der er 1992 seinen Master in Physik machte und 1994 bei Joseph Silk promoviert wurde. Als Post-Doktorand war er am Max-Planck-Institut für Physik in München und ab 1996 als Hubble Fellow am Institute for Advanced Study. Danach war er Assistant Professor an der University of Pennsylvania (Tenure ab 2003) und ist seit 2000 am Massachusetts Institute of Technology (MIT), an dem er als Professor für Physik lehrt. Er ist Direktor des Fundamental Questions in Physics Institute (FQXi).
2012 wurde er Fellow der American Physical Society. 2001 bis 2006 war er Packard Fellow.
1997 bis zur Scheidung 2009 war er mit der brasilianischen Astrophysikerin Angelica de Oliveira-Costa verheiratet, mit der er zwei Kinder hat und wissenschaftlich zusammenarbeitete.
Tegmark bezeichnete das zu erwartende Aufkommen denkender Maschinen als „das wichtigste Ereignis in der Menschheitsgeschichte“. 2014 hat er das Future of Life Institute mitbegründet, das dem Ziel gewidmet ist, existentielle Risiken für die gesamte Menschheit zu verringern, insbesondere das durch Nuklearwaffen oder transformative Technologien wie fortgeschrittene Künstliche Intelligenz (KI) und Biotechnologie. Er ist Mitglied im Vorstand des Instituts.

## Wirken

### Kosmologie
Als Kosmologe befasst er sich mit der Auswertung von Präzisionsmessungen der kosmischen Hintergrundstrahlung (CMB), wie sie z. B. von den Satelliten COBE und WMAP durchgeführt werden, und der kosmologischen Rotverschiebungs-Durchmusterungen wie dem Sloan Digital Sky Survey (dessen Mitarbeiter er war), 2dF Galaxy Redshift Survey oder dem Las Campanas Redshift Survey. 2003 entdeckte er mit anderen in den WMAP-Daten eine Anomalie in der CMB-Verteilung (Orientierung sowohl der Quadrupol- als auch der Oktupol-Komponenten der Verteilung), von João Magueijo 2005 Axis of Evil genannt. Sie wurde mit Daten vom Planck-Weltraumteleskop bestätigt. Die Natur dieser Anomalien ist allerdings umstritten; möglicherweise sind es Relikte der Datenauswertung, für die verschiedene den CMB überlagernde Effekte eliminiert werden müssen.
Mit Daniel Eisenstein und Wayne Hu schlug er 1998 vor, baryonische akustische Oszillationen (BAO) in den CMB-Daten und den großen Redshift-Surveys von Galaxien zu suchen, wo sie als eine Art kosmischer Längenmaßstab (von etwa 500 Millionen Lichtjahren) nachweisbar sein sollten.

### Weltformel
Neben Kosmologie befasst er sich auch mit Grundlagenfragen im Grenzbereich zur Wissenschaftsphilosophie, zum Beispiel der Rolle des Bewusstseins oder des zweiten Hauptsatzes der Thermodynamik in der Kosmologie und insbesondere in seiner Mathematical Universe Hypothesis (MUH), die eine Philosophie des modalen Realismus mit der Annahme von Parallelwelten (Multiversen) verbindet. Er sieht das als Kandidat einer Theory of Everything (TOE). Danach ist das Universum (oder ein Universum in einer Vielzahl anderer) ein mathematisches Konstrukt und die physikalische Realität ein Aspekt von denjenigen Universen, die komplex genug sind, sich selbst bewusste Unterstrukturen zu enthalten (Self Aware Substructures, SAS). Tegmark unterscheidet eine Hierarchie von Universen (Stufe 1–4), angefangen mit unserem Universum (Stufe 1). Sie entsprechen auf der Stufe 4 speziellen mathematischen Formalismen, denen er allen gleichberechtigt eine Realität zuweist. Ein in der Sicht von Tegmark sehr spezielles Beispiel wäre der Formalismus der Stringtheorie oder M-Theorie. Nach ihm ist ein mögliches Universum ein mathematisches System, und wird nicht nur durch Mathematik modelliert oder simuliert. Dem Einwand, dies würde dem Gödelschen Unvollständigkeitssatz widersprechen, nach dem in einem genügend reichhaltigen mathematischen Axiomensystem nicht entscheidbare, aber wahre Aussagen existieren, begegnet Tegmark, indem er die den Universen entsprechenden mathematischen Konstrukte auf entscheidbare Theorien einschränkt.
Schon auf der Stufe 1 gibt es, so Tegmark, nach dem derzeit favorisierten Modell eines unendlichen Universums nicht nur unendlich viele belebte Planeten, sondern auch unendlich viele exakte Doppelgänger von uns. Sichtbar ist für jeden Beobachter wegen der Endlichkeit der Lichtgeschwindigkeit aber nur ein kleiner Ausschnitt des Universums. Gemäß der Vielwelteninterpretation der Quantenmechanik verzweigen sich (Stufe 3) Universen nach Tegmark zudem in alle möglichen denkbaren Alternativen, beschrieben in einem abstrakten mathematischen Funktionenraum (Hilbertraum). Stufe 2 sind nach Tegmark Universen mit verschiedenen Anfangsbedingungen und Werten der Naturkonstanten, wie sie etwa als inflationäre Blasen in Modellen chaotischer Inflation (Andrei Linde) auftauchen.
Er veröffentlichte seine spekulative Theorie zuerst 1998 in den Annals of Physics nach mehrmaliger Zurückweisung (sie war dem Gutachter zu spekulativ) dank der Unterstützung von John Archibald Wheeler, der ihm ein Empfehlungsschreiben gab, woraufhin der Artikel doch noch veröffentlicht wurde.

### Verwandtes
Mittels des nach Richard Feynman benannten rekursiven multidimensionalen symbolischen Regressionsalgorithmus' AI Feynman (AI für Artificial Intelligence) will Tegmark Programme zur Herleitung formalisierbarer physikalischer Gesetzmäßigkeiten aus Beobachtungsdaten entwickeln. Erste Versionen erkannten bereits alle einhundert vorgestellten Formeln der Feynman-Vorlesungen aus zuvor aus eben diesen Formeln berechneten Datensätzen. Um auch kausale Zusammenhänge erschließen zu können setzt Tegmark auf Methoden des Informatikers Judea Pearl (kausale Diagramme).

## Schriften (Auswahl)
- Life 3.0: Being Human in the Age of Artificial Intelligence. Allen Lane, London 2017, ISBN 978-0-241-23719-9.
  - Leben 3.0: Mensch sein im Zeitalter Künstlicher Intelligenz. Ullstein, Berlin 2017, ISBN 978-3-550-08145-3.
- Our Mathematical Universe: My Quest for the Ultimate Nature of Reality, Knopf 2014.
  - Unser mathematisches Universum. Auf der Suche nach dem Wesen der Wirklichkeit. Ullstein, Berlin 2015, ISBN 978-3-550-08092-0.
- Shut up and calculate. In: New Scientist, 2007, arxiv:0709.4024.
- Parallel Universes. (PDF; 2,1 MB) In: Scientific American, Mai 2003.
- Herausgeber mit Angela de Oliveira-Costa: Microwave Foregrounds. Astronomical Society of the Pacific, San Francisco 1999.
- Measuring Spacetime: From the Big Bang to Black Holes. In: Science, Band 296, 2002, S. 1427–1433.
- mit J. Silk, Martin Rees, A. Blanchard, T. Abel, F. Palla: How Small Were the First Cosmological Objects? In: Astrophysical Journal, Band 474, 1997, S. 1–12.